# Capitán Ultra
Capitán Ultra (Griffin Gogol) es un superhéroe ficticio que aparece en cómics estadounidenses publicados por Marvel Comics. El Capitán Ultra ha sido miembro de los Revengers en varios momentos de su historia.

## Historial de publicaciones
Apareció por primera vez en Fantastic Four # 177 (diciembre de 1976) y fue creado por Roy Thomas, George Pérez y Joe Sinnott.

## Biografía del personaje ficticio
Cuando un psicólogo anciano no podía pagar al fontanero Griffin Gogol, se ofrece para curar el hábito de fumar de Gogol a través de la hipnosis. Sin embargo, como más tarde, Gogol supo, el psicólogo era un extraterrestre y la hipnosis desbloquea el potencial sobrehumano innato de Gogol. Vestido con un traje colorido y chocante, Gogol se convirtió en el superhéroe Capitán Ultra. Sin embargo, se revela que sufre de pirofobia severa (miedo al fuego) como un efecto secundario.
La primera aparición del Capitán Ultra es como un aspirante al equipo de supervillanos llamado los Cuatro Terribles. Al principio es aceptado entusiásticamente por los otros tres villanos, extasiado por su gran variedad de poderes. Sin embargo, cuando uno de ellos comenzó a encender un cigarrillo en celebración, el Capitán Ultra se desmaya ante la presencia del fósforo. Él es rápidamente rechazado.
Un programa de televisión no autorizado informa a Gogol del equipo de superhéroes, Defensores. El Capitán Ultra es uno de un grupo grande para investigar al viajar a la Richmond Riding Academy en Long Island. Allí trabaja con un pequeño grupo para detener una ola de crímenes en Nueva York. Al igual que la mayoría de los otros solicitantes, él no está satisfecho con los Defensores y nunca solicita al grupo principal la membresía.
Poco después, se muda a Chicago. Desde entonces, ha tenido una carrera menor como superhéroe en solitario, a menudo se ha unido a héroes como Thor para luchar contra villanos menores.
Finalmente supera su miedo patológico al fuego gracias a años de terapia extensiva bajo el psiquiatra superpoderoso Doc Samson. Gogol comenzó una nueva carrera como comediante stand-up y luchó contra Ekl'r: el Demonio sin Humor. Su carrera de comedia lo lleva por todo el país. Los superheroicos interfieren con esto, como cuando la criatura de tierra subterránea 'Mud Pi', secuestra a toda su audiencia potencial, la ciudadanía de 'Wash Basin', Texas. El Capitán Ultra logra rescatarlos a todos de manera segura.
El portero le suplicó que se uniera a los Vengadores de los Grandes Lagos, pero el Capitán Ultra lo rechaza airadamente.
Griffin luego se convirtió en el líder del equipo de Nebraska del programa Initiativa, parte de un programa de superhéroes controlado por el gobierno. Después de que dos de sus compañeros de equipo, Paragon y Gadget mueren, Griffin lucha brevemente con Iron Man para proteger al resto de su grupo. Se lo ve investigando las circunstancias de las trágicas muertes de Paragon y Gadget con Doc Samson y Iron Man. Durante el curso de su investigación se revela que hay dos nuevos reclutas de la Iniciativa en el proceso de ser rastreados rápidamente para el equipo de Nebraska, aunque el Capitán Ultra expresó su irritación ante la perspectiva de tener que "cuidar a los punks".
El Capitán Ultra es reclutado por Wonder Man (cuyo problema de fuga de energía iónica estaba afectando su juicio) para unirse a sus Vengadores. Durante el ataque de los Vengadores en la Mansión de los Vengadores, tiene miedo cuando el Doctor Strange usa un hechizo de ilusión para hacerle creer que está en llamas. Él y el resto de los Vengadores fueron derrotados por los tres equipos de Vengadores y fueron enviados a La Balsa. La razón del Capitán Ultra para unirse a los Vengadores es que, a pesar del hecho de que estaba en la Iniciativa, se resiente por la falta de respeto a pesar de tener tanto poder como un Vengador.
Durante la historia de Avengerss: ¡Standoff!, el Capitán Ultra era un interno de Pleasant Hill, una comunidad cerrada establecida por S.H.I.E.L.D.

## Poderes y habilidades
Los poderes del Capitán Ultra fueron liberados a través de la hipnosis por un extraterrestre, dándole el poder de volar y la fuerza sobrehumana, la durabilidad, los reflejos y la resistencia. También adquirió la capacidad psiónica de volverse intangible a voluntad, ver a través de sustancias (visión de rayos X) y la capacidad de proyectar su aliento hacia adelante con una gran fuerza de conmoción, entre otros. Al parecer, puede aprovechar su "ultrapotencial", lo que le permite manifestar una gran variedad de "hazañas" mentales y físicas, e incluso una vez le dijo a un "ultra-chiste".

## En otros medios

### Televisión
- El Capitán Ultra hizo una aparición especial en el episodio de los Cuatro Fantásticos: Los héroes más grandes del mundo, "The Cure", interpretado por Paul Dobson. Después de que la "condición" de Ben Grimm se había curado, el equipo estaba audicionando posibles reemplazos y el Capitán Ultra estaba entre los candidatos junto a Flatman, Frog-Man, She-Hulk, Chica Ardilla y Texas Twister. En una escena que recuerda a su presentación con los Cuatro Terribles, el Capitán Ultra fue considerado un candidato principal debido a sus poderes hasta la Antorcha Humana, que "iluminó" su pulgar mientras daba un gesto de pulgar hacia arriba, haciendo que el Capitán Ultra se desmayara y fuera rechazado sumariamente por su pirofobia.[16][17] En una entrevista con Marvel Animation Age, en el comentario "Hay muchos cameos en la escena de 'audición' de la FF, incluidos los fabulosos Frog-Man y Texas Twister...", el escritor Dan Slott "¡Y el Capitán Ultra! ¡No olviden al Capitán Ultra! ¡Qué patada, no puedo creer que haya tenido algo que ver con llevar a Texas Twister a la pantalla chica! Ahora puedo morir feliz".[18]
- El Capitán Ultra hace una aparición especial en el episodio de Ultimate Spider-Man "Control de Daños", interpretado por Cam Clarke. Él aparece como un portavoz de Control de Daños.